# Perizoma pseudoscitularia
Perizoma pseudoscitularia là một loài bướm đêm trong họ Geometridae.